# Monument de Madeleine-De Verchères
Le monument de Madeleine-De Verchères est une statue de Louis-Philippe Hébert érigée en 1913 dans le parc des Pionniers à Verchères au Québec (Canada). Cette statue de 7,2 m de haut commémore la défense par Madeleine de Verchères du fort de Verchères lors d'une attaque en 1692 par un groupe d'Iroquois. Alors âgée de 14 ans, elle mena avec succès la défense du fort, aidée par ses deux frères, un vieux domestique et deux soldats. Le monument a été désigné lieu historique national en 1923.

## Histoire
Au début du XXe siècle, le comte Grey, alors gouverneur général du Canada décide d'ériger un monument commémorant l'apport de Madeleine de Verchères lors de la défense du fort de Verchères en 1692. Lorsqu'il vu en 1910 un modèle réduit de la statue réalisé par Louis-Philippe Hébert, il suggèrera de la reproduire à plus grande échèle et de l'installer sur un promontoire à Verchères. Le monument est érigé en 1913. Le 25 mai 1923, le monument est désigné lieu historique national du Canada par la commission des lieux et des monuments historiques du Canada.
| Statue d'une jeune fille tennant un fusil sur un socle évoquant un fort |